# Roubion (Fluss)
Der Roubion ist ein Fluss in Frankreich, der im Département Drôme in der Region Auvergne-Rhône-Alpes verläuft. Er entspringt beim Col de la Sausse im Gemeindegebiet von Chaudebonne, entwässert anfangs Richtung Nord und Nordwest, schwenkt später auf Südwest bis West, durchquert die Stadt Montélimar und mündet am westlichen Stadtrand in den Rhône-Abkürzungskanal von Montélimar (frz.: Canal de dérivation de Montélimar). Auch der alte Flusslauf wird noch mit Wasser dotiert und mündet nach weiteren vier Kilometern mit insgesamt rund 71 Kilometern im Gemeindegebiet von Châteauneuf-du-Rhône als linker Nebenfluss in die Rhône.

## Orte am Fluss
- Bouvières
- Crupies
- Bourdeaux
- Francillon-sur-Roubion
- Soyans
- Pont-de-Barret
- Charols
- Saint-Gervais-sur-Roubion
- Bonlieu-sur-Roubion
- La Laupie
- Saint-Marcel-lès-Sauzet
- Montélimar